# Myrcianthes cavalcantei
Myrcianthes cavalcantei är en myrtenväxtart som beskrevs av Joáo Rodrigues de Mattos. Myrcianthes cavalcantei ingår i släktet Myrcianthes och familjen myrtenväxter. Inga underarter finns listade i Catalogue of Life.